# جواو الأول (دوق براغانزا)
جواو الأول ( 1543-22 فبراير 1583) دوق براغانزا و الأول دوق بارسيلوس ، ومن المعروف أنه مساند مطالب زوجته، انفانتا كاثرين من غيماريش في عرش البرتغال.

## عائلته
هو ابن تيودوسيو الأول دوق براغانزا ابن خايمي الأول دوق براغانزا الذي يعتبر الحفيد الأكبر لـ ألفونسو الأول دوق براغانزا ابن الغير الشرعي لــ جواو الأول ووالداته هي إيزابيل من لانكاستر، وهو زوج انفانتا كاترين، وأيضا هو جد ملك البرتغال لاحقا جواو الرابع

## الحياة
في 1563 تزوج أبنة عمته انفانتا كاترينا أبنة إنفانتي دوارتي دوق غيمارايش ابن الأصغر لـ مانويل الأول وإيزابيل من براغانزا بنت خايمي الأول دوق براغانزا (عمة جواو الأول).
بعد كارثة معركة القصر الكبير حيث توفى ملك سيباستيان من البرتغال وتولى بعده عمها الكاردينال هنري من البرتغال. لأنه الكاردينال لم يكون له أولاد وتوفى بعد سنتين من توليه الخلافة، وقعت أزمة بعد وفاته بحيث طالب أبناء أخواته بالعرش، و فـ «جواو» كان يؤيد زوجته على العرش بحيث كانت واحدة من حفيدات ملك مانويل الأول منخط الذكور، و كذلك فيليب الثاني ملك إسبانيا كان مطالب بالعرش وواحد من أحفاد مانويل الأول، وحاول فيليب رشوته للتخلي عن مطالب زوجته، بحيث عرض عليه بأن يكون نائب عن البرازيل، وأيضا ترخيص لإرسال سفينة الشخصية إلى الهند كل عام، وأيضا الزواج أبنه البكر تيودوسيو واحدة من بنات فيليب (إما إيزابيلا كلارا يوجينيا أو كاثرين ميشيل)، ومع ذلك رفض دوق براغانزا بـ تأثير من زوجته، توفى في 22 فبراير 1583 وخلفه أبنه تيودوسيو وهو والد جواو دوق براغانزا لاحقا ملك البرتغال تحت اسم جواو الرابع .